# Eucereon albinota
Eucereon albinota là một loài bướm đêm thuộc phân họ Arctiinae, họ Erebidae.